# Eclipsa de Soare din 11 iulie 1991
O eclipsă de Soare totală a avut loc la 11 iulie 1991.
Fenomenul astronomic a avut loc în urmă cu 33 ani, 335 zile.

## O „mare eclipsă  totală” a epocii noastre
A fost una din „marile eclipse totale” din epoca noastră, întrucât face parte din seria Saros 136 care produce eclipsele actuale cele mai lungi. Din aceeași serie Saros fac parte eclipsele celebre: eclipsa relativității generale, eclipsa Concorde, …

## Parcurs: o eclipsă foarte urmărită

Harta animată a eclipsei.

Această eclipsă a avut un număr destul de ridicat de observatori  (cel mai ridicat din epocă ?), prin trecerea sa în regiuni dens populate din Mexic, trecând prin Mexico, apoi spre sudul Americii Centrale, apoi prin nordul Americii de Sud, luând sfârșit în Brazilia. Fără îndoială, această eclipsă a fost depășită de aceea din 11 august 1999.
A fost eclipsa totală observată (cam 4 minute) de Observatoarele Mauna Kea, cele mai mari observatoare din epocă, situate pe Mauna Kea, în insula Hawaii.

## Fotografii
- en  Baja California, La Paz. Prof. Druckmüller's eclipse photography site
- en  Baja California, Todos Santos. Prof. Druckmüller's eclipse photography site
- fr  (Reyna à La Paz, Basse-Californie, Mexique)
- en  www.noao.edu: Satellite view of eclipse Arhivat în 3 martie 2016, la Wayback Machine.
- en  APOD 7/16/1999, Solar Surfin', total eclipse corona, from Mauna Kea, Hawaii
- en  APOD 10/24/1995, A Total Solar Eclipse, total eclipse corona
- en  The 1991 Eclipse in Mexico

## Video
- Total Solar Eclipse -- 11 iulie 1991
- Total Solar Eclipse - 11 iulie 1991 (Mexico)
- Total Solar Eclipse in Mexico - 11 iulie 1991
- 1991 Total Solar Eclipse from Baja Mexico